# Talejówka
Talejówka – dawny folwark. Tereny, na których był położony, leżą obecnie na Białorusi, w obwodzie witebskim, w rejonie postawskim, w sielsowiecie Komaje.

## Historia
W czasach zaborów folwark i karczma w okręgu wiejskim Werenki,  w gminie Kobylnik, w powiecie święciańskim, w guberni wileńskiej Imperium Rosyjskiego. W 1866 roku folwark liczył 21 mieszkańców w 1 domu; karczma liczyła 5 mieszkańców (Żydów) w 1 domu, własność Tyzenhasów. W 1905 roku folwark liczył 24 mieszkańców, 228 dziesięcin, własność Przeździeckieggo.
Po I wojnie światowej pod administracją polską, w Zarządzie Cywilnym Ziem Wschodnich. W latach 1920–1922 w składzie Litwy Środkowej.
Od 11 kwietnia 1922 folwark leżał w Polsce, w województwie wileńskim, w powiecie święciańskim, od 1926 roku w powiecie postawskim, w gminie Kobylnik.
W 1931 w 3 domach zamieszkiwało 20 osób.
W 1938 roku miejscowość należała do gromady Stawiszowo gminy Kobylnik.